# Pizza de Chicago

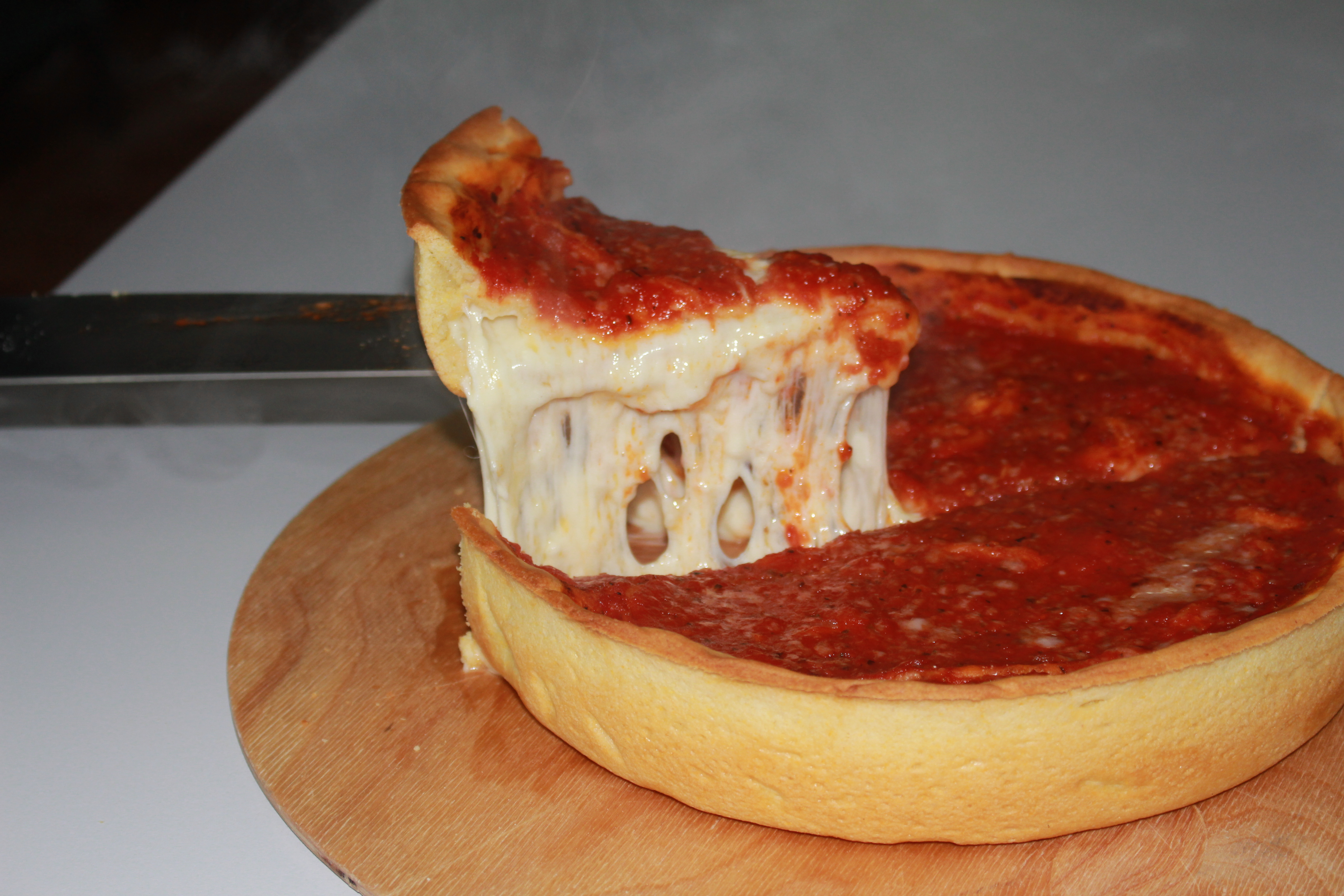
Pizza de Chicago

A pizza ao estilo Chicago é uma pizza que segue os padrões estabelecidos em Chicago durante seu preparo. Pode se referir tanto às pizzas deep-dish ("prato fundo") ou recheadas quanto às menos conhecidas pizzas de massa fina. A forma usada para assar pizzas estilo deep-dish oferece à pizza sua borda volumosa característica, o que proporciona amplo espaço para adição de queijo e molho de tomate. A pizza de prato fundo ao estilo de Chicago pode ser preparada dessa maneira ou recheada. A massa de pizza de crosta fina no estilo Chicago é enrolada para obter uma crosta mais fina e crocante do que outros estilos de crosta, e a pizza é cortada em quadrados em vez de fatias.

## Deep-dish

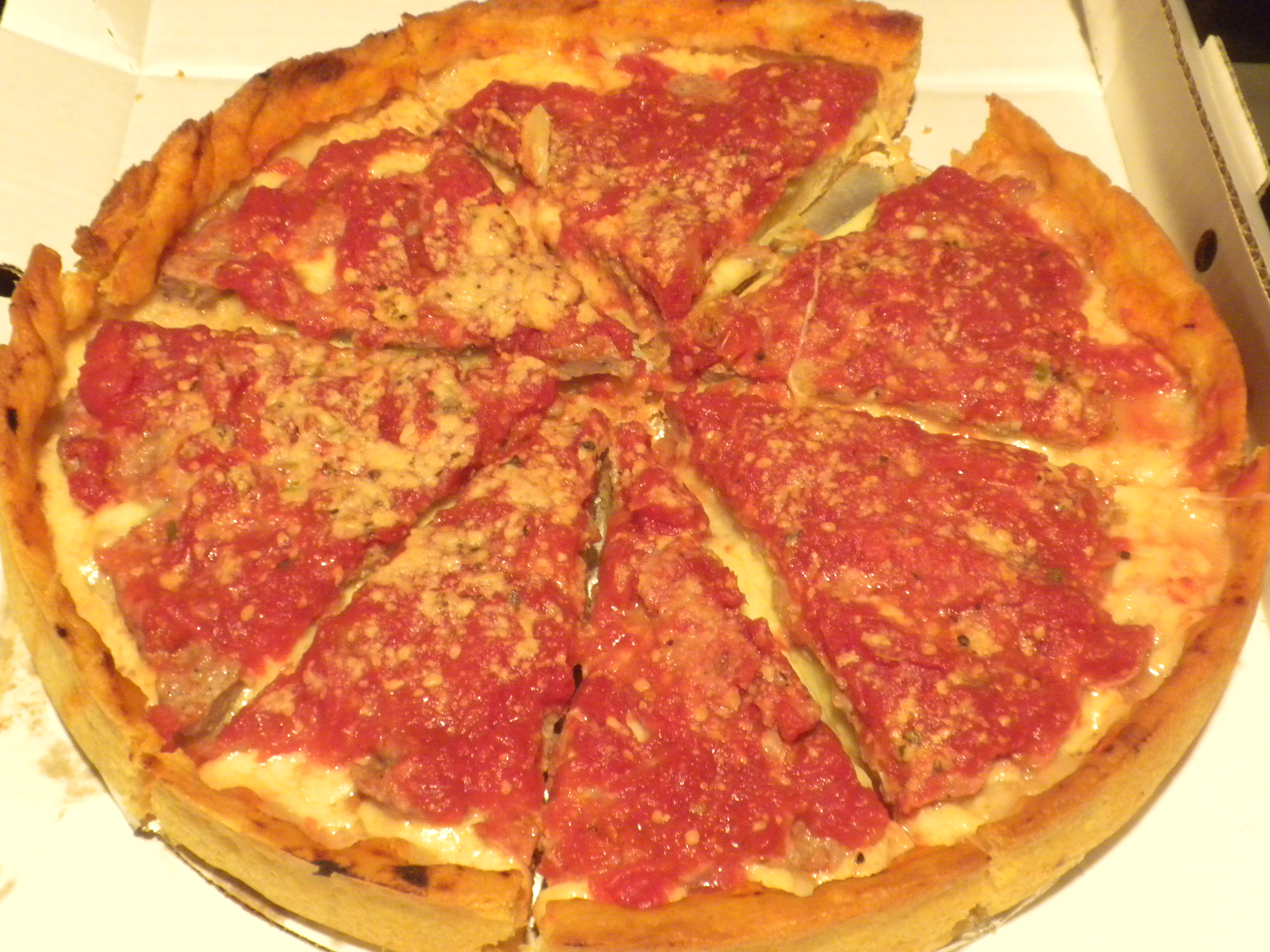
Pizza deep-dish ou prato fundo

A pizza ao estilo deep-dish foi inventada na Pizzeria Uno em Chicago, fundada por Ike Sewell e Richard Riccardo em 1943. A receita original de foi publicada em 1945 e incluía uma massa feita com leite escaldado, manteiga e açúcar. Com o apoio da cozinheira, Alice Mae Redmond, a receita foi ajustada para ser feita com água e azeite de oliva e um tipo de fermento para a massa atingir uma textura mais consistente. Nas décadas de 1960 e 1970, a bola de massa tornou-se maior para cobrir todos os lados da panela, com uma porcentagem de gordura maior.
A massa grossa da pizza, às vezes feita com fubá para dar textura, pode ser pré-assada antes da adição dos recheios para dar mais elasticidade. Nas receitas tradicionais, a parte superior da crosta é coberta com carne e/ou vegetais e queijo mussarela, enquanto as laterais sobem até o topo da assadeira e, em seguida, uma camada de molho de tomate é colocada por cima e a pizza inteira é assada até o fim.

## Massa fina

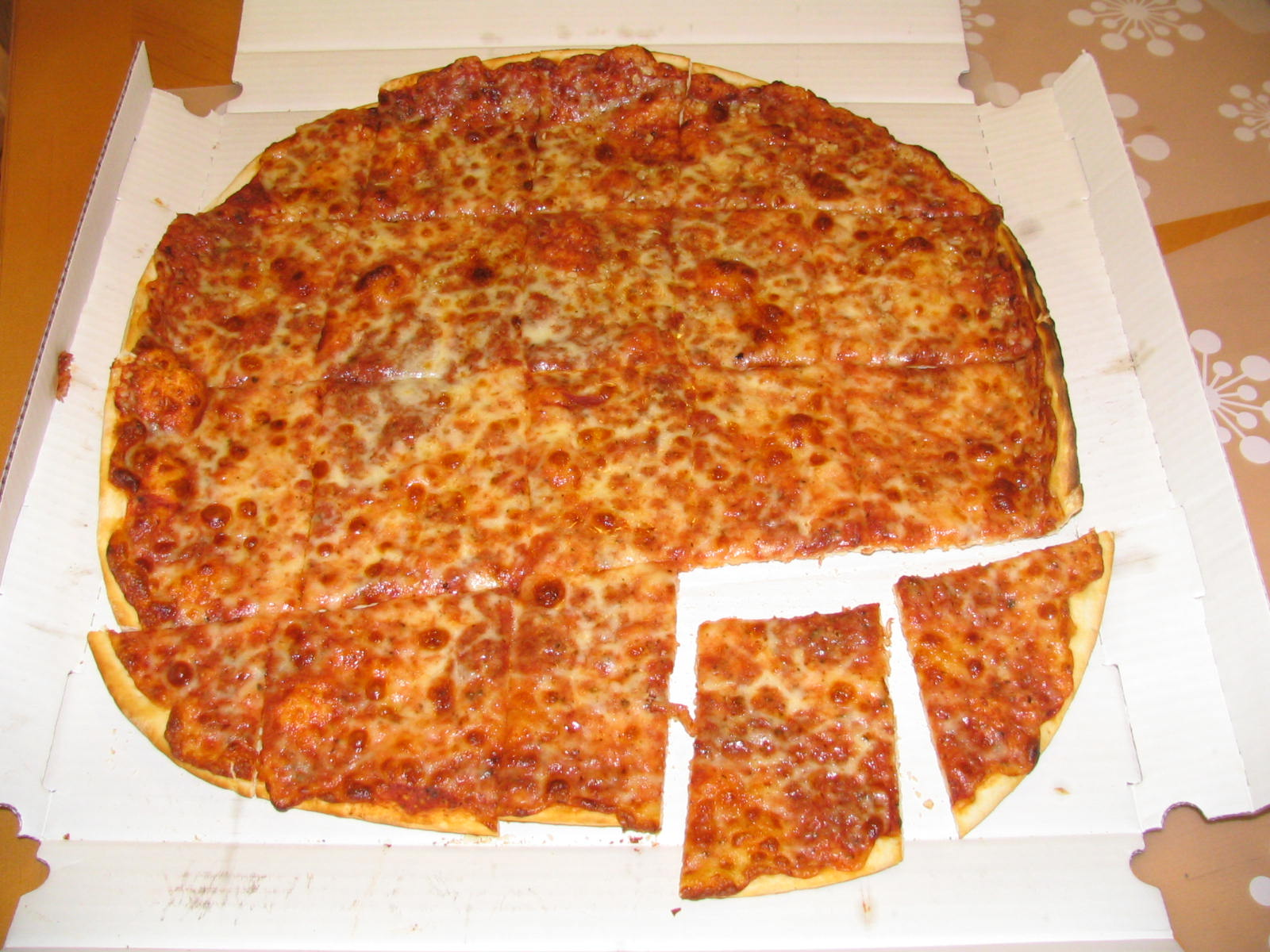
Pizza de massa fina

Existe também um estilo de pizza de massa fina conhecido como "estilo taverna".
A pizza feita nesse tipo tem uma borda firme o suficiente para ter uma crocância perceptível e as fatias são cortadas em quadrados, em vez de triângulos. O nome "estilo taverna" vem das pizzas que originalmente eram servidas em tabernas, muitas vezes como um incentivo para beber álcool. Esta origem nas tabernas também está ligada ao formato da pizza, já que o formato quadrado das fatias permitia que nas tabernas que não tinham pratos as servissem em guardanapos.